# Museo Renato Brozzi
Il museo Renato Brozzi ha sede in piazza Fanfulla 5/A  a Traversetolo, in provincia di Parma, all'interno del centro civico "La Corte"; inaugurato nel 2007, è interamente dedicato allo scultore e incisore Renato Brozzi.

## Storia
L'originario percorso espositivo dedicato a Renato Brozzi fu aperto al pubblico nel 1990, all'interno degli spazi decenni prima concessi in uso all'artista all'ultimo piano del palazzo municipale di Traversetolo; il Comune disponeva infatti di un cospicuo numero di opere lasciategli per volere testamentario dallo scultore, morto nel 1963.
In seguito all'acquisto nel 1999 da parte dell'Amministrazione comunale della seicentesca corte Agresti, interamente recuperata negli anni seguenti e adibita a sede della biblioteca comunale, della sala espositiva "Sala delle Colonne", della sala consigliare "Proferio Grossi" e della ludoteca, vi trovò infine spazio anche il nuovo museo Renato Brozzi, inaugurato il 10 novembre del 2007.

## Percorso espositivo
Il percorso del museo, posto all'interno dell'edificio padronale della corte Agresti, si sviluppa su due livelli con accesso diretto sia da piazza Fanfulla sia dal cortile; al piano terreno si trovano l'atrio e due salette polifunzionali, destinate anche alle attività didattiche, mentre al piano superiore sono collocate le sale espositive.
La collezione, che documenta quasi tutto l'arco temporale di 60 anni di produzione artistica di Renato Brozzi, è costituita innanzi tutto da un folto numero di sculture in bronzo, rame e argento, tra cui piccoli oggetti d'oreficeria, medaglie e monete, trofei, piatti, vasi e altri oggetti d'arredo; la parte più consistente è però rappresentata dai 328 pezzi in gesso, comprendenti modelli originali, bozzetti, calchi e frammenti.
Sono inoltre esposte numerosissime opere pittoriche e grafiche, tra cui oltre 7000 studi realizzati a matita, pastello, acquerello, olio e altre tecniche, raffiguranti prevalentemente animali, paesaggi, nudi femminili e ritratti.
Di particolare interesse risulta poi la corrispondenza tra Renato Brozzi e Gabriele D'Annunzio, committente e amico dell'artista; il museo raccoglie quasi 300 documenti epistolari, risalenti a un arco temporale compreso tra il 1920 e il 1938; tra questi, sono presenti all'incirca 100 lettere autografe del poeta, affiancate dagli oggetti ivi descritti.
Sono infine ospitati nelle sale i volumi della biblioteca dello scultore, comprendenti edizioni d'arte e libri di narrativa risalenti ai primi anni del XX secolo.